# Timpuri Noi (formație)
Timpuri Noi este o formație românească de muzică rock, fondată în anul 1983 la București.

## Biografie

### Începuturi

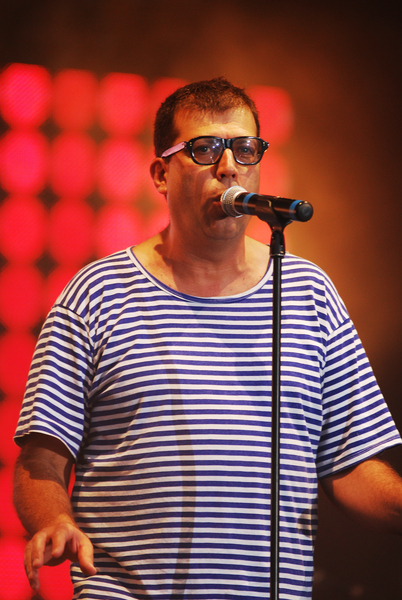
Adrian Pleșca (2008)

De la înființare până în 1991, Timpuri Noi a fost ceea ce se numește o trupă underground, în special datorită versurilor și subiectelor abordate în piese, considerate subversive de către regimul comunist. Trupa era interzisă la radio și TV, iar cluburile care îi găzduiau riscau să fie închise, după cum spunea Dan Iliescu într-un interviu radio în 1997.

### După 1989

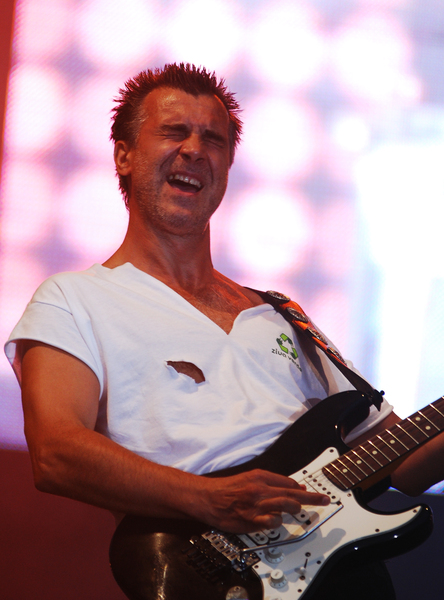
Dan Iliescu (2008)

După 1989 și căderea comunismului, Timpuri Noi începe să își facă loc în curentul principal al perioadei. Anii 1994 și 1995 sunt cei mai de succes pentru Timpuri Noi, trupa fiind descoperită și apreciată deopotrivă de media și de tineret.
Formația a fost prezentă la toate edițiile festivalului rock de la București, având onoarea să deschidă recitalurile unor nume importante cum ar fi: Ian Gillan și Uriah Heep (1992), Asia și Scorpions (1993), Saxon, Paradise Lost și Jethro Tull (1994), Iron Maiden și Kreator (1995). Pe data de 20 mai 1994 Timpuri Noi este prima formație din România care apare unplugged într-un spectacol la Teatrul „Ion Creangă” din București (eveniment înregistrat și lansat apoi pe disc).
În 1995 Timpuri Noi participă la Festivalul RockMania, de pe Stadionul Național, în care au cântat în deschidere pentru Eros Ramazzotti, Joe Cocker și Rod Stewart.

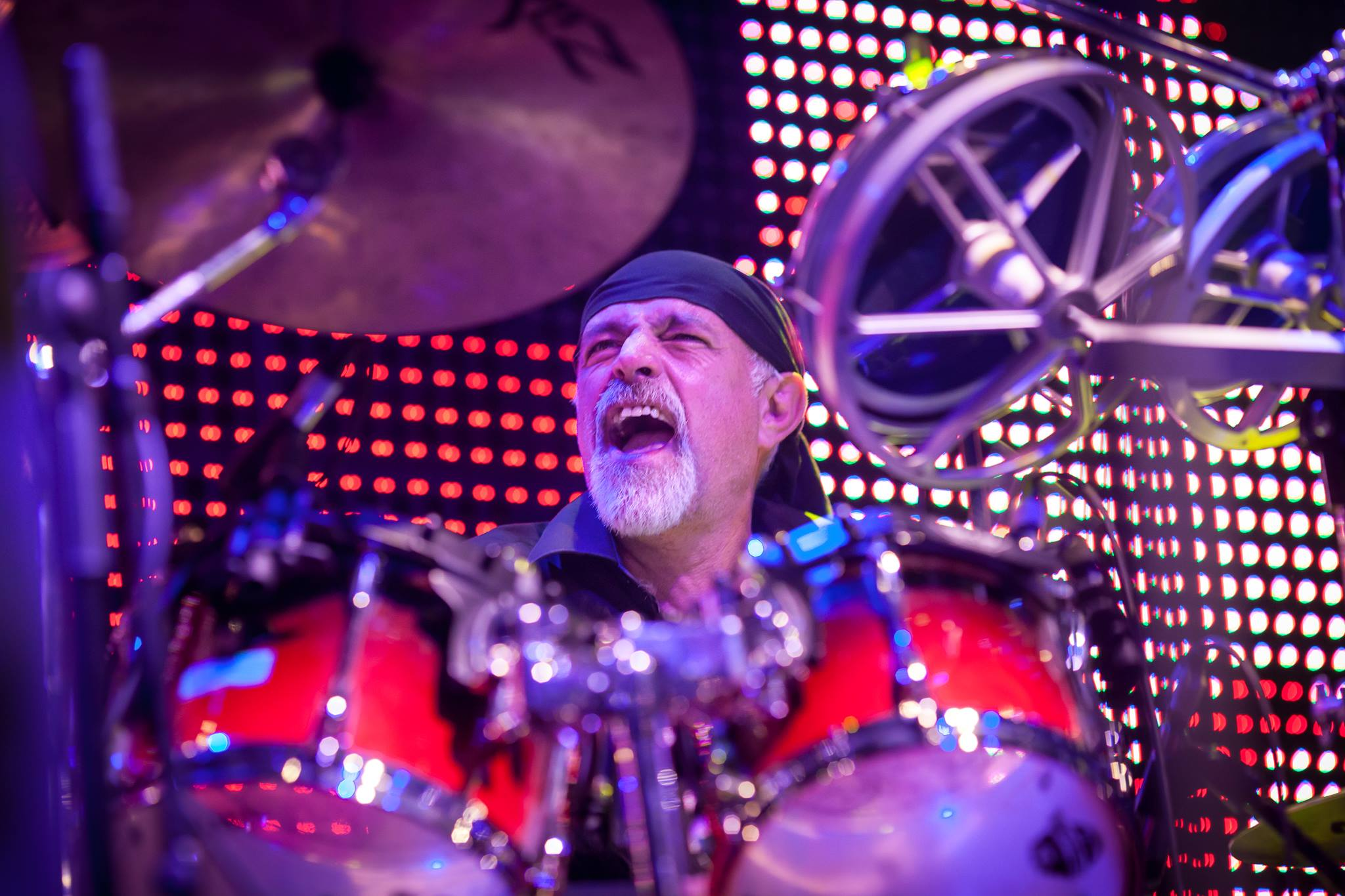
Felix Sfura

În 1996 recitalul la Festivalul Cerbul de Aur beneficiază de o regie și o scenografie puțin obișnuite în peisajul aparițiilor rock din România, și care s-a ridicat la standardele internaționale.

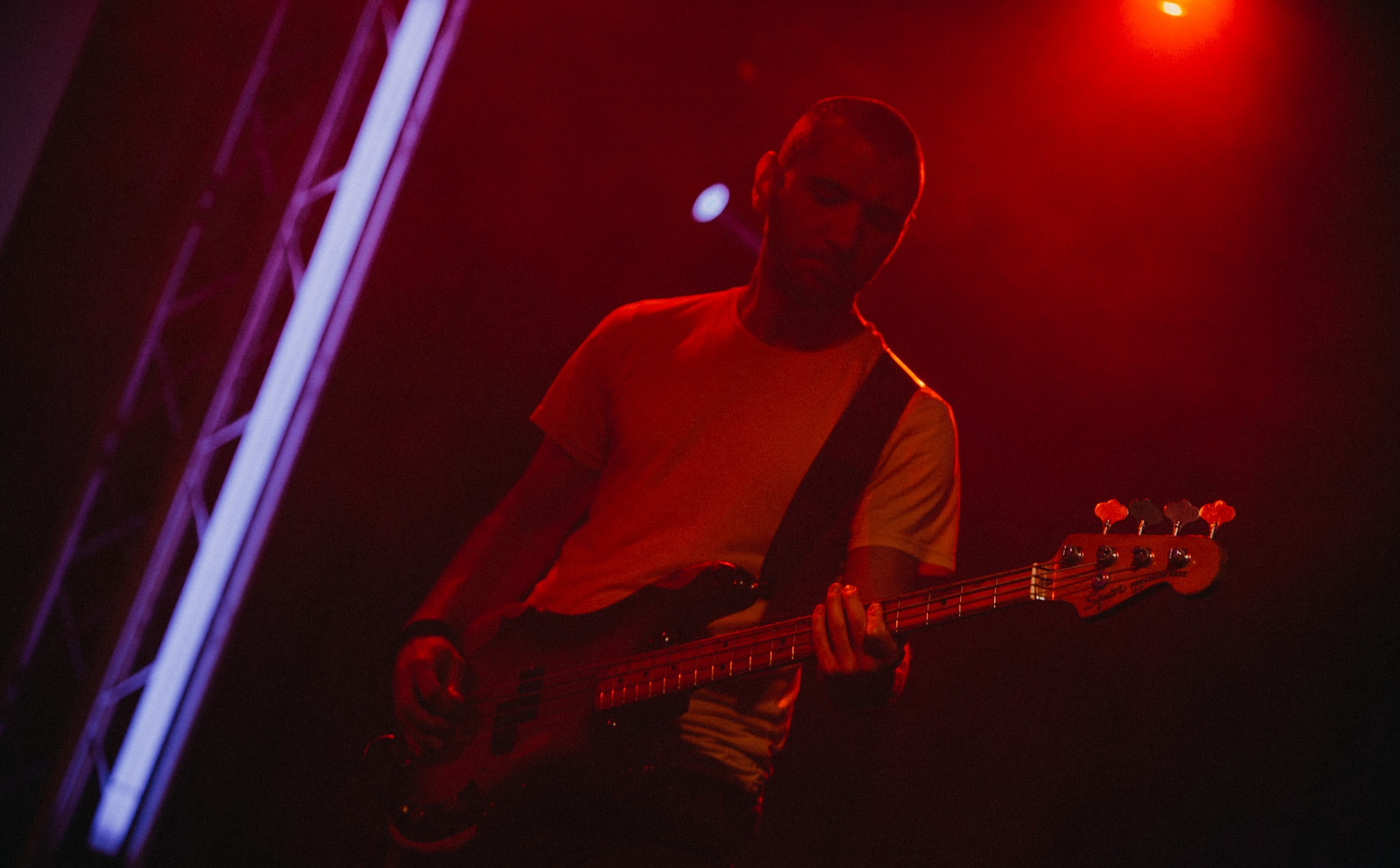
Vlad Apotrosoaei

În 1997 în cadrul concursului Decouvertes de Rock a l'Est, organizat de Radio France Internationale, în colaborare cu MCM, Timpuri Noi concertează la gala laureaților alături de alte trei câștigătoare ale concursului, care a reunit la start peste 260 de trupe din 23 de țări din Europa de Est. Această ocazie marchează și un record: prima trupa românească ce are un videoclip difuzat de posturile internaționale MCM și MTV Europe. Clipul a beneficiat de puține difuzări, pentru că artiștii au refuzat să facă o piesă în engleză sau franceză.
În total, Timpuri Noi a apărut, în anii 1994-1997, în mai mult de 150 de spectacole. Totodată, Timpuri Noi a participat și la spectacole non-profit, ale căror beneficii au fost donate în scopuri caritabile.

### NATO și MediaPro Music
În 1997 formația a realizat în colaborare cu Pro TV un videoclip cu piesa „Maricica”, care s-a bucurat de un buget impresionant și care a fost o prezentare a poziției populare vizavi de eventuala intrare a României în NATO. Piesa marchează schimbarea casei de discuri, de la Vivo la MediaPro Music.
La sfîrșitul anului 1997 postul de basist este ocupat de Cătălin Răsvan. În această formulă, Timpuri Noi termină de înregistrat la începutul anului 1998 un nou album intitulat Basca abundenței. Albumul este bine primit de public și are o expunere media largă, în special pe Pro TV și PRO FM, datorită piesei „Star Station”, compusă special pentru postul radio.

### Despărțirea
Trupa se desparte în anul 2001. Într-un interviu acordat revistei Heavy Metal Magazin în 2002, Dan Iliescu dezvăluie motivul: disensiunile financiare între Iliescu și restul membrilor, Iliescu considerând că un artist trebuie să câștige bani doar din muzică, nu și din activități conexe. Ceilalți membri aveau și meserii obișnuite, Iliescu reproșându-le că se ocupă mai mult de asta decât de muzică.
Artan înfiintează formația Partizan, cu care realizează albumul Am cu ce în primăvara lui 2002, iar Dan formează Zidd, o trupă în care el cântă vocal și la chitară. Partizan se bucură de un succes efemer cu piesa „Fata mea”, în timp ce Zidd rămâne puțin cunoscută publicului. Cele două trupe au viață scurtă, iar Artan revine la Timpuri noi în 2004.

### Back in Businessși plecarea lui Artan
Timpuri Noi revine în 2006 cu un nou album, Back in Business. Discul conține patru piese noi, șase piese vechi reinterpretate și șapte remixuri. Se filmează un videoclip pentru piesa „Umbrela”, urmat de unul pentru balada „Tata”, amândouă fiind rulate sporadic la posturile TV de muzică.
Trupa își reia concertele prin cluburi, fiind în continuare o trupă fără un deosebit succes comercial. În mai 2007 realizează o piesă pentru revista FHM, intitulată „Pentru că noi putem”, înregistrează o nou imn pentru PRO FM – „Te chem”, iar în vara lui 2009 lansează piesa „Hitu”, de această dată pentru Radio Guerrilla.
În 2009, Artan părăsește formația definitiv și pune pe picioare din nou trupa Partizan, împreună cu Răzvan Moldovan și alți doi membri, interpretând melodii din repertoriul Timpuri Noi și creații proprii.
Cu un suflu nou, în luna iunie 2010 Timpuri Noi se relansează în formula Dan Iliescu (chitară, voce), Tică Alexe (vocal), Vlady Săteanu (bas), Andrei Bărbulescu (baterie) și Florin Tuligă (programare). Această componență rezistă până la finalul lunii august 2010, Bărbulescu, Săteanu și Tuligă părăsesc trupa, fiind înlocuiți de Felician „Felix” Sfura (baterie) și Sabin Penea (bas, vioară), formulă în care susțin concerte în țară în pregătirea unui album ce urmează a fi lansat în 2012. 
Pe 9 octombrie 2011, Cătălin Neagu, primul toboșar al trupei, a decedat. Pe 10 mai 2012, este lansat la Club A albumul Deschide-ți mintea!. Începând cu anul 2015, formațiile Timpuri Noi și Partizan încep să susțină mai multe concerte împreună prin țară. Concertele sunt foarte apreciate.

## Componența trupei
Nucleul trupei a fost întotdeauna format din Dan Iliescu și Adrian Pleșca (Artan), ceilalți membri schimbându-se periodic. 
În 1992 trupa era alcătuită din Dan Iliescu (chitară, voce), Adrian Pleșca Artan (vocal), Adrian Borțun (bas), Marian Moldoveanu (chitară), Cătălin Neagu (baterie). În 1997 Adrian Borțun pleacă, fiind înlocuit de Cătălin Răsvan. La concerte sunt cooptate două fete, pentru voce și vioară. Printre vocalistele trupei s-au numărat Denis Iliescu, Crina Godescu și Maria Radu.
La finele anului 2009 Artan părăsește Timpuri Noi și este înlocuit de Tică Alexe. 
Începând cu 2010, trupa este formată din Dan Iliescu (chitară, voce), Tică Alexe (vocal), Vlady Săteanu (bas), Andrei Bărbulescu (baterie) și Florin Tuligă (programator). Aceasta formulă rezistă până la finalul lunii august 2010. 
În 2011 Felix Sfura (baterie) și Sabin Penea (bas, vioară) se alătură formației, fiind lansată melodia „E loc”, cu puternice influențe reggae.
În anul 2014, Sabin Penea părăsește formația și este înlocuit de Alex Vâșcan (bas, voce). Ulterior, în 2019, la bas este cooptat Vlad Apotrosoaei.

## Discografie
- Formații rock 11 (Electrecord, 1988, cu Contrast din Suceava)
- Timpuri Noi (Cartianu SRL & Eurostar, 1992)
- Unplugged în concert (Vivo, 1994)
- De regiune superior (Vivo, 1995)
- Basca abundenței (MediaPro Music, 1998)
- Lucky Nights Unplugged (MediaPro Music, 2000, cu Vița de Vie)
- Back in Business (MediaPro Music, 2006)
- Ediție specială – Live in Studio (autoprodus/promo, 2010)
- Deschide-ți mintea! (MHO Marketing Highest Option, 2012)
- Moldova mon amour (Luna PR & Events, 2020)